# Blånötväcka
Blånötväcka (Sitta azurea) är en fågel i familjen nötväckor inom ordningen tättingar.

## Utseende och läte
Blånötväckan gör skäl för sitt namn med en omisskännlig, gnistrande blå fjäderdräkt. Den har vidare mörkt huvud, ljus ögonring, vitt på strupe och bröst och mörkkantade ljusblå fjädrar på vingen. Bland lätena hörs mjuka "tip", plötsliga "whit", tunna "sit" och hårdare "chit" som kan förlängas i serier eller till en drill. Även tunna och gnissliga "zhe" och nasala ”snieu" kan höras.

## Utbredning och systematik
Blånötväckan förekommer i Sydostasien. Den delas in i tre underarter med följande utbredning:
- Sitta azurea expectata – förekommer på Malackahalvön och Sumatra
- Sitta azurea nigriventer – förekommer på västra Java
- Sitta azurea azurea – förekommer på östra Java

### Släktskap
DNA-studier visar att blånötväcka bildar en grupp med filippinnötväcka (S. oenochlamys), rödnäbbad nötväcka (S. frontalis) och möjligen gulnäbbad nötväcka (S. solangiae).

## Levnadssätt
Blånötväckan föredrar bergsskogar där den på nötväckemanér ses klättra upp och nerför stammar, ofta i smågrupper. Den slår ofta följe med artblandade flockar.

## Status och hot
Arten har ett stort utbredningsområde, men tros minska i antal till följd av habitatförstörelse och fragmentering, dock inte tillräckligt kraftigt för att den ska betraktas som hotad. Internationella naturvårdsunionen IUCN listar därför arten som livskraftig (LC). Världspopulationen har inte uppskattats, men den beskrivs som ganska vanlig till vanlig.